# Бригадирівська сільська рада (Ізюмський район)
Бригади́рівська сільська́ ра́да — адміністративно-територіальна одиниця та орган місцевого самоврядування в Ізюмському районі Харківської області. Адміністративний центр — село Бригадирівка.

## Загальні відомості
- Територія ради: 122,21 км²
- Населення ради: 2 096 осіб (станом на 2001 рік)
- Територією ради протікає річка Сухий Ізюмець.

## Населені пункти
Сільській раді були підпорядковані населені пункти:
- с. Бригадирівка
- с. Бабенкове
- с. Липчанівка
- с. Федорівка

### Колишні населені пункти
- Водорезівка
- Забаштівка

## Склад ради
Рада складалася з 16 депутатів та голови.
- Голова ради: Жерновий Володимир Миколайович
- Секретар ради: Оберемок Світлана Іванівна

### Керівний склад попередніх скликань
| Прізвище, ім'я, по батькові    | Основні відомості                                                             | Дата обрання | Дата звільнення |
| ------------------------------ | ----------------------------------------------------------------------------- | ------------ | --------------- |
| Жерновий Володимир Миколайович | Сільський голова, 1960 року народження, освіта середня загальна, безпартійний | 26.03.2006   | 31.10.2010      |
| Жерновий Володимир Миколайович | Сільський голова, 1960 року народження, освіта середня загальна, безпартійний | 31.10.2010   |                 |

Примітка: таблиця складена за даними сайту Верховної Ради України

### Депутати
За результатами місцевих виборів 2010 року депутатами ради стали:

#### За суб'єктами висування
| Суб'єкт висування    | Кількість обраних депутатів | %    |
| -------------------- | --------------------------- | ---- |
| Самовисування        | 13                          | 81,3 |
| Партія регіонів      | 2                           | 12,5 |
| Партія «Відродження» | 1                           | 6,3  |

#### За округами
| № округу             | Прізвище, ім'я, по батькові      | Дата визнання обраним | Освіта             | Партійна приналежність    | Відомості про обраного депутата                                           |
| -------------------- | -------------------------------- | --------------------- | ------------------ | ------------------------- | ------------------------------------------------------------------------- |
| Партія «ВІДРОДЖЕННЯ» |                                  |                       |                    |                           |                                                                           |
| 4                    | Пянтакова Тетяна Дмитрівна       | 02.11.2010            | середня            | член Партії «ВІДРОДЖЕННЯ» | Ізюмська дистанційна колія, комірник                                      |
| Партія регіонів      |                                  |                       |                    |                           |                                                                           |
| 11                   | Кучерявий Микола Миколайович     | 01.04.2013            | вища               | член Партії регіонів      | ІРЦСССДМ, фахівець із соціальної роботи                                   |
| 16                   | Ткаченко Володимир Миколайович   | 02.11.2010            | середня спеціальна | член Партії регіонів      | пенсіонер                                                                 |
| Самовисування        |                                  |                       |                    |                           |                                                                           |
| 1                    | Бондаренко Оксана Олександрівна  | 02.11.2010            | середня            | член Партії регіонів      | відділення поштового зв'язку с. Бригадирівка, завідувачка                 |
| 2                    | Чуденко Альона В'ячеславівна     | 02.11.2010            | вища               | позапартійна              | Бригадирівська сільська рада, бухгалтер                                   |
| 3                    | Цокота Яна Романівна             | 02.11.2010            | середня            | член Партії регіонів      | Бригадирівська сільська рада, техпрацівник                                |
| 5                    | Жернова Ніна Гаврилівна          | 02.11.2010            | середня            | позапартійна              | приватний підприємець                                                     |
| 6                    | Омельчукова Лариса Володимирівна | 02.11.2010            | середня            | позапартійна              | Бабенківський Ск, техпрацівник                                            |
| 7                    | Заїка Сергій Володимирович       | 02.11.2010            | вища               | позапартійний             | ПСП «Дружба», генеральний директор                                        |
| 8                    | Жужма Наталія Іванівна           | 02.11.2010            | середня            | член Партії регіонів      | Липчанівський СК, завідувачкас. Липчанівка                                |
| 9                    | Гордієнко Ольга Володимирівна    | 02.11.2010            | середня            | позапартійна              | Липчанівський СК, техпрацівник                                            |
| 10                   | Оберемок Світлана Іванівна       | 02.11.2010            | середня            | член Партії регіонів      | Бригадирівська сільська рада, секретар                                    |
| 12                   | Кирильченко Роман Вікторович     | 02.11.2010            | середня спеціальна | позапартійний             | Липчанівська амбулаторія загальної практики — сімейної медицини, фельдшер |
| 13                   | Черняк Аліна Миколаївна          | 02.11.2010            | середня            | позапартійна              | ПСП «Дружба», бухгалтер                                                   |
| 14                   | Шкарлет Віктор Якович            | 02.11.2010            | вища               | позапартійний             | Липчанівська загальноосвітня школа, вчитель                               |
| 15                   | Колєснік Віра Олександрівна      | 02.11.2010            | середня            | позапартійна              | Бригадирівська сільська рада, землевпорядник                              |

## Населення
Згідно з переписом УРСР 1989 року чисельність наявного населення села становила 2146 осіб, з яких 969 чоловіків та 1177 жінок.
За переписом населення України 2001 року в селі мешкало 2106 осіб.

### Мова
Розподіл населення за рідною мовою за даними перепису 2001 року:
| Мова       | Відсоток |
| ---------- | -------- |
| українська | 94,08 %  |
| російська  | 5,44 %   |
| білоруська | 0,10 %   |
| молдовська | 0,10 %   |
| інші       | 0,28 %   |